# Supercoupe de France masculine de volley-ball
Pour les articles homonymes, voir Supercoupe.
La Supercoupe de France masculine de volley-ball est une compétition de volley-ball qui oppose le champion de France au vainqueur de la coupe de France.

## Généralités
Créée en 2004, cette supercoupe a connu deux interruptions, la première de 2007 à 2011, et la seconde de 2018 à 2020.
Ce match semi-officiel se joue avant le premier match de la saison régulière, ce qui fait que la supercoupe de l'année X se joue à l'automne X+1.

## Palmarès
| Année                    | Lieu     | Champion de France      | Score                                 | Vainqueur Coupe de France (ou dauphin) |
| ------------------------ | -------- | ----------------------- | ------------------------------------- | -------------------------------------- |
| 2004                     | Orléans  | Tours Volley-Ball       | 1-3 11-25 25-23 27-29 19-25           | Paris Volley                           |
| 2005                     | Tours    | AS Cannes Volley-Ball   | 0-3 24-26 18-25 16-25                 | Tours Volley-Ball                      |
| 2006                     | Tours    | Paris Volley            | 3-0 25-18 25-20 25-19                 | Tours Volley-Ball                      |
| 2007–2011 : Non disputée |          |                         |                                       |                                        |
| 2012                     | Tours    | Tours Volley-Ball       | 3-1 28-30 25-16 25-17 25-16           | Rennes Volley 35                       |
| 2013                     | Tours    | Tours Volley-Ball       | 2-3 21-25 20-25 25-22 26-24 13-15     | Paris Volley                           |
| 2014                     | Paris    | Tours Volley-Ball       | 3-2 26-24 22-25 25-19 23-25 15-13     | Paris Volley                           |
| 2015                     | Paris    | Tours Volley-Ball       | 3-1 27-25 27-29 25-21 25-20           | Paris Volley                           |
| 2016                     | Ajaccio  | Paris Volley            | 2-3 25-23 25-27 25-21 20-25 16-18     | GFC Ajaccio Volley-Ball                |
| 2017                     | Mulhouse | Chaumont Volley-Ball 52 | 3-1 16-25 25-23 25-13 25-20           | GFC Ajaccio Volley-Ball                |
| 2018–2020 : Non disputée |          |                         |                                       |                                        |
| 2021                     | Chaumont | AS Cannes VB            | 0-3 25-20 27-25 28-30                 | Chaumont Volley-Ball 52                |
| 2022                     | Chaumont | Montpellier HSCVB       | 3-1 25-19 23-25 25-21 30-28           | Chaumont Volley-Ball 52                |
| 2023                     | Tours    | Tours Volley-Ball       | 3-1 27-29 25-19 25-21 25-23           | Chaumont Volley-Ball 52                |
| 2024                     | Nantes   | Montpellier HSCVB       | 3-2 25-16, 34-36, 18-25, 25-17, 15-13 | Saint-Nazaire VBA                      |

## Tableau récapitulatif
| Rang | Clubs             | Titre(s) | Victoire(s)                  | Défaite(s)       |
| ---- | ----------------- | -------- | ---------------------------- | ---------------- |
| 1    | Tours VB          | 5        | 2005, 2012, 2014, 2015, 2023 | 2004, 2006, 2013 |
| 2    | Paris Volley      | 3        | 2004, 2006, 2013             | 2014, 2015, 2016 |
| 3    | Chaumont VB 52    | 2        | 2017, 2021                   | 2022, 2023       |
| 4    | Montpellier HSCVB | 2        | 2022, 2024                   |                  |
| 5    | GFC Ajaccio VB    | 1        | 2016                         | 2017             |
| 6    | AS Cannes         | 0        |                              | 2005, 2021       |
| 7    | Rennes Volley 35  | 0        |                              | 2012             |
| 8    | Saint-Nazaire VBA | 0        |                              | 2024             |

## Meilleure joueur par édition
| Édition                  | Joueur              | Club              |
| ------------------------ | ------------------- | ----------------- |
| 2004 2005 2006           | Pas de récompense   | Pas de récompense |
| 2007 2008 2009 2010 2011 | N/A                 | N/A               |
| 2012 2013 2014           | Pas de récompense   | Pas de récompense |
| 2015                     | Konstantin Čupković | Tours VB          |
| 2016                     | Pas de récompense   | Pas de récompense |
| 2017                     | Stephen Boyer       | Chaumont VB 52    |
| 2018 2019 2020           | N/A                 | N/A               |
| 2021                     | Raphaël Corre       | Chaumont VB 52    |
| 2022                     | Théo Faure          | Montpellier HSC   |
| 2023                     | Michael Parkinson   | Tours Volley-Ball |
| 2024                     | Raphaël Corre       | Montpellier HSC   |